# Ремус Опреану (Констанца)
Ремус Опреану (рум. Remus Opreanu) насеље је у Румунији у округу Констанца у општини Меџидија. Oпштина се налази на надморској висини од 15 m.

## Становништво
Према подацима из 2002. године у насељу је живело 324 становника.

### Попис2002.
| Расподела становништва по националности 2002.‍ | Расподела становништва по националности 2002.‍ | Расподела становништва по националности 2002.‍ | Расподела становништва по националности 2002.‍ | Расподела становништва по националности 2002.‍ |
| --------------------------------------------- | --------------------------------------------- | --------------------------------------------- | --------------------------------------------- | --------------------------------------------- |
|                                               |                                               |                                               |                                               |                                               |
| Румуни                                        | Румуни                                        |                                               | 318                                           | 98,1%                                         |
| Татари                                        | Татари                                        |                                               | 6                                             | 1,9%                                          |